# Jean Paul Marat

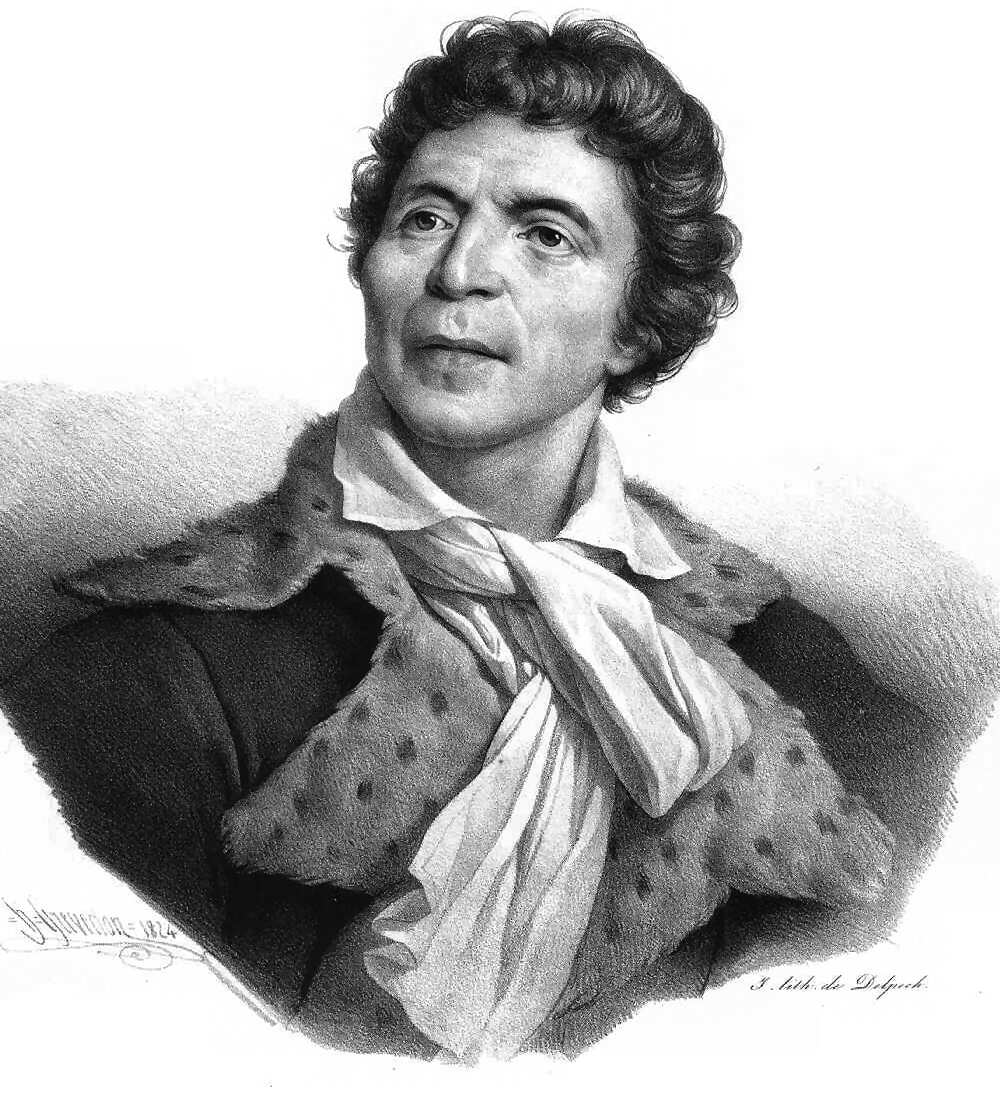
Henri Grévedon: Jean Paul Marat (postume Lithographie, 1824)

Jean Paul Marat [ʒɑ̃ pɔl maʁa] (* 24. Mai 1743 in Boudry, Fürstentum Neuenburg, heute Kanton Neuenburg, Schweiz; † 13. Juli 1793 in Paris) war ein französischer Arzt, Naturwissenschaftler und Verfasser naturwissenschaftlicher und politischer Schriften. Während der Französischen Revolution verlegte und schrieb er den Ami du Peuple, eine demagogische Zeitung, in der er zur Hinrichtung amtierender Minister sowie später auch des Königs und seiner Familie aufrief. Er war auf Seiten der Montagnards Abgeordneter im Nationalkonvent sowie für eine Periode Präsident des Klubs der Jakobiner.
Mit seinen Agitationen war er ein Sprachrohr der Sansculotten. Er wurde für die Septembermassaker verantwortlich gemacht; man konnte ihm jedoch nicht nachweisen, sie auch tatsächlich initiiert zu haben. Nach seiner Ermordung durch Charlotte Corday wurde er zum „Märtyrer der Revolution“ und seine sterblichen Überreste wurden wenige Monate lang im Panthéon aufbewahrt.

## Leben

### Kindheit und seine frühen Jahre
Marat wurde am 24. Mai 1743 als zweites von acht Kindern in Boudry im Fürstentum Neuenburg geboren, das als Zugewandter Ort mit der Schweizerischen Eidgenossenschaft assoziiert war und zu jener Zeit von der preußischen Königsfamilie der Hohenzollern regiert wurde. Sein Vater wurde bei der Registrierung seines Sohnes als „Jean Mara“ eingetragen, in den Bibliographien wird er auch „Jean-Baptiste Mara“ genannt. 1753 zog die Familie nach Yverdon, wo der Vater in einer Tuchfabrik als Zeichner arbeitete. 1755 zog man nach Neuchâtel weiter, wo der Vater nunmehr als Fremdsprachenlehrer tätig wurde. Hier fügte er seinem Namen das Schluss-„t“ an. Den dadurch französisch klingenden Nachnamen „Marat“ übernahm nun auch der Sohn Jean Paul.
In der Literatur wird der Vater je nach Sprache Giovanni Mara, Juan Salvador Mara oder Jean Marat genannt. Er war in Cagliari auf Sardinien geboren; seine Mutter, Louise Cabrol, stammte aus der ebenfalls mit der Eidgenossenschaft verbundenen Stadtrepublik Genf.
Durch eine Hautkrankheit (Skrofulose, mit einem heftigen Juckreiz verbunden) bedingt, litt Marat unter Entstellungen. Als er sechzehn Jahre alt wurde, verließ er die Schweiz und wanderte allein nach Bordeaux, wo er Medizin studierte. Um sein Auskommen zu sichern, arbeitete er für den vornehmen Reeder Jean-Paul Nairac. 1762 zog er nach Paris, wo er drei Jahre blieb und an der Universität Vorlesungen in Medizin, Physik und Philosophie besuchte. Wegen seiner Erfolge bei der Heilung von Gonorrhoe konnte er sich als Arzt einen Namen machen.
Danach zog es ihn nach England. Zehn Jahre lang praktizierte er als Arzt in London, Newcastle und Dublin. In England wurde er Freimaurer; am 15. Juli 1774 stellte man ihm ein Großlogen-Zertifikat aus, das von James Heseltine, dem Großsekretär, unterzeichnet war. Später wurde er Mitglied der Loge La Bien Aimee in Amsterdam. Etwa im Jahr 1762 schrieb Jean Paul Marat sein erstes Buch Lettres Polonaises („Polnische Briefe“), das aber nicht veröffentlicht wurde.
Auch der 1771 in London fertiggestellte Roman Les Aventures du jeune Comte Potowski – un Roman de Cœur („Die Abenteuer des jungen Grafen Potowski – ein Herzensroman“) blieb zu seinen Lebzeiten unveröffentlicht. Der Roman enthält auch Gedanken zum Strafrecht, die Marat später in seinem Plan de législation criminelle („Plan einer Strafgesetzgebung“) wieder aufgriff.
Marat litt nicht bloß unter seiner Hautkrankheit, welche ihn dermaßen quälte, dass er oft nur in der Badewanne Ruhe zum Schreiben fand (weshalb ihn seine Mörderin 1793 ebendort antraf), sondern auch unter seinem Aussehen. Er war lediglich 1,50 Meter groß; sein Kopf wirkte dadurch „zu massig“ für den restlichen Körper, und „eines seiner Augen stand höher als das andere“. Die damit verbundenen Einschränkungen im gesellschaftlichen Umgang trugen zur Formung seines Charakters bei.

### Wissenschaftler und Physiker
Marats erstes veröffentlichtes Werk erschien 1772 als An Essay on the human soul („Eine Untersuchung über die menschliche Seele“). Es wurde 1773 erneut publiziert als Teil seiner Abhandlung A philosophical essay on man („Eine Philosophische Studie über den Menschen“). Ein Jahr später veröffentlichte Marat in England eines seiner berühmtesten Werke: The Chains of Slavery (Die Ketten der Sklaverei). Am 30. Juni 1775 erhielt Marat einen akademischen Titel in Medizin an der University of St Andrews in Schottland.
Im Juni 1777 kehrte er wieder nach Frankreich zurück und wurde Arzt bei der Leibgarde des Grafen von Artois, des jüngsten Bruders Ludwigs XVI.
Dort führte er einige Experimente mit Feuer, Licht und Elektrizität durch. Er schrieb Bücher über die Elektrizität, das Feuer, das Licht, die Optik, wobei er mit seinem hitzköpfigen Stil so heftige Gegenkritiken auf sich zog, dass Johann Wolfgang von Goethe sich veranlasst sah, ihn in Schutz zu nehmen. 1779 veröffentlichte er ein Buch über seine neuen Erkenntnisse im Bereich der Physik. Weitere Bücher über Physik, Theorie der Politik, Recht und Physiologie folgten in den folgenden Jahren. Im Jahre 1783 beendete Marat seine medizinische Laufbahn und widmete sich voll den Naturwissenschaften.

### Politisches Wirken
Gleichzeitig mit seinen naturwissenschaftlichen Studien befasste er sich mit Politik und Recht und beteiligte sich an einem 1777 von der Société économique de Berne veranstalteten Wettbewerb zur Reform des Strafrechts mit einem 1780 herausgegebenen Plan einer Kriminalgesetzgebung. Die erste Auflage wurde vermutlich durch die Zensurbehörde beschlagnahmt, die weiteren Auflagen blieben unbeachtet.
Jean-Paul Marat verfasste neben naturwissenschaftlichen und politischen Schriften den Abenteuer- und Liebesroman Aventures du jeune Comte Potowski, un „Roman de Cœur“ (1771), der jedoch erst posthum im Jahr 1848 erschien. Im Juli 1788 fühlte sich Marat sterbenskrank und schrieb deshalb sein Testament. Er bat einen Freund, den Uhrmacher Abraham Louis Breguet, ihn am Totenbett seelisch zu unterstützen und alle seine Manuskripte an eine Akademie für Wissenschaften zu schicken. Angeblich erzählte ihm Abraham am Totenbett von den revolutionären Ereignissen. Dies soll bei ihm einen so großen Eindruck hinterlassen haben, so der Mythos, dass sich sein Gesundheitszustand besserte und er fortan die Revolution mit voller Kraft und allen Mitteln unterstützte. Aus heutiger, psychosomatischer Sicht überstand dieser chronisch hautkranke Mediziner möglicherweise einen stuporähnlichen dissoziativen Status, der durch ein Ohnmachtsgefühl ohne Bewusstseinsverlust gekennzeichnet war. Die biographische Krise hatte sich zu einem historisch wichtigen Zeitpunkt, nämlich genau ein Jahr vor der Französischen Revolution entwickelt, als er sich – von Freunden radikalisiert – entschloss, die Meinungsführerschaft unter den Jakobinern zu übernehmen. Das Ohnmachtsgefühl schlug in extremes Machtstreben um. Er veröffentlichte eine Offrande à la Patrie („Opfergabe an das Vaterland“), in der er sich an den Dritten Stand richtet, um dessen Position gegenüber „unseren Feinden“ (den beiden übrigen Ständen) mit einer neuen Verfassung zu stärken. Die Schrift blieb unbeachtet, eine Ergänzung wurde beschlagnahmt.
Im Juli oder August 1789 versuchte er es erfolglos mit einer ersten Zeitung, dem Moniteur patriote („Patriotischer Anzeiger“). Mehr Erfolg hatte er mit der ab 12. September 1789 herausgegebenen Zeitung Publiciste Parisien („Pariser Blatt“), die er von der 6. Nummer an – wohl in Anlehnung an das populäre Werk „l’ami des hommes“ des im Juli 1789 verstorbenen Victor Riquetti – in l’ami du Peuple („Freund des Volkes“) umbenannte. Diese Zeitung war eine stark beachtete Zeitung Frankreichs, die manchmal zweimal am Tag erschien, und sich als die Stimme des revolutionären Volkes verstand. Marat griff darin mit scharfen Worten alle gemäßigten Vertreter (Feuillants, später die Girondisten) in der Nationalversammlung an.
Er bezeichnete alle wirklichen oder angeblichen Gegner der Revolution als Verräter und Volksfeinde, veröffentlichte deren Namen in seiner Zeitung und lieferte sie damit der Rache des Volkes aus. Dies führte dazu, dass am 6. Oktober 1789 ein Haftbefehl des Châtelet-Gerichts gegen ihn erlassen wurde. Man versuchte, ihn zu verhaften, was am 12. Dezember 1789 auch gelang; jedoch wurde er nach einem Verhör wieder freigelassen. Als man im Januar 1790 zweimal erneut – teils unter Aufbietung hunderter von Soldaten – versuchte, ihn zu verhaften, floh er nach England, kehrte aber im Mai 1790 wieder nach Frankreich zurück. Nun befürwortete er die Enthauptung von 500 bis 600 Gegnern. Im September 1790 forderte er 10.000 Opfer, im Januar 1791 sogar 100.000. Er wurde von den Behörden gesucht, schaffte es aber, seine Zeitung – wenn auch mit Unterbrechungen – weiter herauszugeben und sich trotzdem in Paris verborgen zu halten. Erst im Dezember 1791 nahm er „endgültig“ Abschied von seinen Lesern, um nach London abzureisen, wurde aber schon im Februar 1792 wieder in Paris gesehen. Nach dem Sturz der Monarchie im August 1792 schloss sich Marat den Jakobinern an und wurde, mit großer Unterstützung des Volkes, ein einflussreicher Delegierter im Nationalkonvent wie auch für eine Wahlperiode der Präsident des Klubs der Jakobiner.
Marat präsentierte sich publizistisch als „Anwalt der rechtlosen Massen“, aber er „überschätzte … die Intelligenz des Volkes nicht“; wie die philosophes der Aufklärung (etwa Rousseau, den er oft zitierte) hielt er wenig von völliger Demokratie. Er forderte sogar eine temporäre Diktatur und empfahl sich gleich selbst als Diktator.
Seine Verantwortung für die Septembermassaker 1792, bei denen ein entfesselter Mob die Gefängnisse stürmte und über tausend inhaftierte Revolutionsgegner ermordete, wurde von einzelnen Historikern relativiert. Marat selbst zeigte sich von den Ereignissen überrascht. Im Ami du Peuple hatte er jedoch am 19. August geschrieben: „Der klügste und beste Weg ist, … die Verräter herauszuschleppen … und sie niederzumachen. Was für ein Unsinn, ihnen den Prozess zu machen!“ (woraufhin ihn die Pariser Kommune zum Pressechef ernannte und ihm einen Sitz in ihrem Sicherheitskomitee gab). Auch wenn sie nicht persönlich daran teilnahmen, sind aus heutiger Sicht Marat und Églantine wegen ihrer Schriften sowie Danton als tatenloser Justizminister an den Septembermorden mitschuldig.

### Charlotte Corday und das Attentat

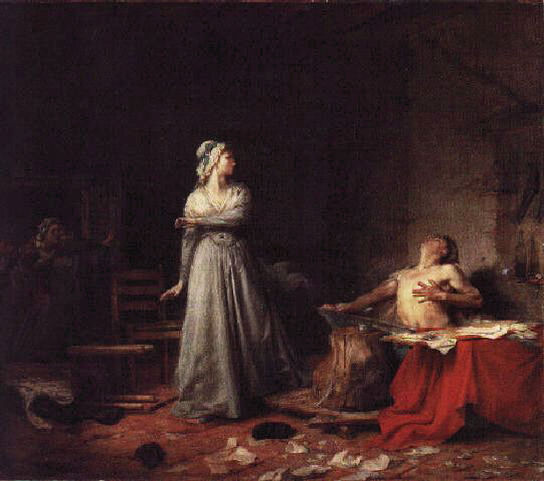
Santiago Rebull: Der Tod des Marat, 1875

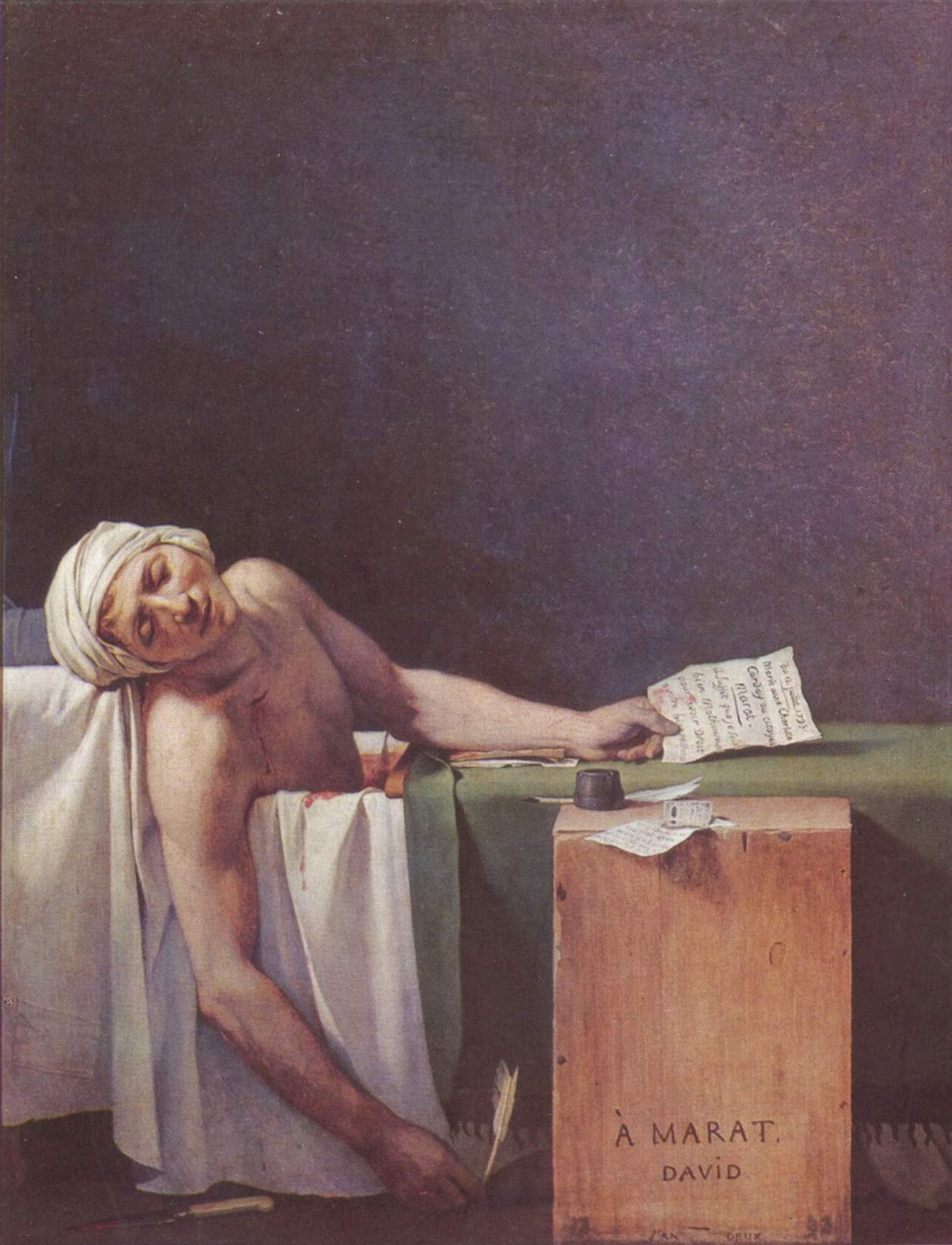
Jacques-Louis David: Der Tod des Marat, 1793, Königliches Kunstmuseum, Brüssel

Nachdem die jakobinische Bergpartei die gemäßigten Girondisten verdrängt hatte, beschloss Charlotte Corday, eine Anhängerin der Girondisten, Marat zu ermorden. Sie fuhr in einer Postkutsche nach Paris, wo sie ein Küchenmesser mit einer 20 cm langen Klinge erstand. Eigentlich wollte sie Marat am 14. Juli, dem Jahrestag des Sturms auf die Bastille, in aller Öffentlichkeit erstechen. Doch Marat war wegen einer seborrhoischen Dermatitis an das Haus gebunden. Unter dem Vorwand, dass sie einige Girondisten aus ihrer Heimatstadt Caen, einer Hochburg der Konterrevolution, denunzieren wolle, suchte sie Marat am 13. Juli 1793 auf. Marats Lebensgefährtin Simone Évrard ließ sie jedoch nicht ein. Sie fuhr zurück in ihr Hotel, kündigte ihren Besuch schriftlich an und kehrte noch am selben Tag zurück zu Marats Wohnung, ohne Antwort erhalten zu haben.
Im Badezimmer stach sie ihm nach einem kurzen Gespräch heftig in Hals und Brust (in der Nähe des Schlüsselbeins), wobei sie so stark zustieß, dass eine große Schlagader riss und Marat sofort bewusstlos wurde. Der mit ihm befreundete Komponist, Gitarren- und Harfenvirtuose Guillaume Pierre Antoine Gatayes (1774–1846) soll den Leblosen aufgefunden haben und ein herbeieilender Redakteur des Ami du Peuple soll Corday niedergeschlagen haben, woraufhin sie festgenommen wurde. Zu keinem Zeitpunkt leistete sie Widerstand. Am 17. Juli 1793 wurde sie guillotiniert. Durch ihre Tat wurde Marat zunächst zu einem noch größeren Helden und Märtyrer. Seine Mörderin erlangte durch ihre Hinrichtung den Status einer Märtyrerin der Konterrevolution.

Jean Paul Marat wurde am 16. Juli 1793 unter den Bäumen des Kreuzganges des ehemaligen Couvent des Cordeliers beigesetzt. Am 18. August 1793 wurde auf der Pariser Place de la Réunion zum Gedenken an Jean Paul Marat ein Obelisk errichtet. In den Wochen und Monaten nach der Ermordung entstand ein wahrer Marat-Kult, zwischen Ende September und November 1793 zählte man allein in Paris 50 Marat-Feiern. Auf einer am 29. September 1793 in Paris stattgefundenen Gedenkveranstaltung hielt der Marquis de Sade eine Rede zu Ehren Jean Paul Marats. Ihren Höhepunkt erreichte die Marat-Verehrung mit dem Beschluss des Nationalkonvents vom 27. November 1793, seine sterblichen Überreste in das Panthéon zu überführen bei gleichzeitiger Entfernung des Leichnams Mirabeaus. Dabei hatte Jean Paul Marat sich eine solche Ehrung zu Lebzeiten vehement verbeten. Konkret hatte er in der Nr. 421 des l’ami du peuple vom 6. April 1791 u. a. folgendes geschrieben:
„Wenn Frankreich wirklich je frei würde und wenn je eine Volksvertretung sich an das erinnerte, was ich für das Vaterland getan habe, und versucht wäre, mir einen Platz in der Kirche Sainte-Geneviève zuteilwerden zu lassen, dann protestierte ich laut gegen diesen empfindlichen Schimpf; ja ich möchte lieber hundertmal niemals sterben als eine derart grausame Beleidigung befürchten zu müssen.“
Der Beschluss des Nationalkonvents vom 27. November 1793 wurde am 21. September 1794 umgesetzt.
Doch der Leichnam verblieb nicht lange dort. Bereits am 8. Februar 1795 beschloss der Nationalkonvent die Entpanthéonisierung und der Sarg Marats wurde umgehend auf den Friedhof der Pfarrkirche Saint-Étienne-du-Mont überführt.
Das Attentat bildet den Stoff des Dramas Die Verfolgung und Ermordung Jean Paul Marats dargestellt durch die Schauspielgruppe des Hospizes zu Charenton unter Anleitung des Herrn de Sade (uraufgeführt 1964) von Peter Weiss.

## Politische Schriften
Im Mai 1774 erschien anonym in London ein Werk mit dem Titel: The Chains of Slavery. Es war zuvor im London Magazine, im Gentleman’s Magazine, im Public Advertiser und im Scot’s Magazine angekündigt worden. Es wurde hernach im Critical Review und im London Magazine positiv besprochen; mit ein paar Zeilen im Juni ebenfalls im Monthly Review. Im Mai 1774 schrieb Marat an John Wilkes, damals Symbolfigur der Opposition, um sich und sein Werk in die Tagespolitik Englands einzubringen. Ebenso widmete der Autor sein Werk verschiedenen „patriotischen“ Gesellschaften. Aber erst in einem Adressschreiben an Camille Desmoulins vom 4. Mai 1791 hat sich Marat als Autor zu erkennen gegeben.
Der Wunsch, sein in England erschienenes Werk den Franzosen bekannt zu machen, gibt Marat zum ersten Male im berühmten Plakat Marat, l’Ami du Peuple, à Louis-Philippe-Joseph d’Orléans, prince français am 10. August 1792 bekannt. Mitte Oktober 1792 kündigt er dann die französische Ausgabe in einem Prospekt an. Absicht ist, durch die Publikation seiner politischen Schriften dem französischen Leser die theoretischen Grundlagen seiner Tagespolitik mitzuteilen. Zwischen der englischen und der französischen Ausgabe des Werkes existieren sowohl Kontinuität wie auch Brüche.
Marats philosophischer Ausgangspunkt ist ein politischer Defätismus: Der Mensch ist frei geboren, aber überall ist er in Fesseln, wird er von Despoten unterdrückt. Die Fesseln abzuwerfen, ist möglich, bedarf aber äußerster Anstrengungen und Misstrauen gegen die Intrigen der Despoten, denn der Rückfall in die Barbarei ist stets eine reale Möglichkeit; die Freiheit kann nur im Kampf gegen die geschichtlich dominante Tendenz zur Unfreiheit errungen werden. Das gilt ebenfalls für jede Phase der Französischen Revolution, die sich für Marat eher als eine Geschichte der Gegenrevolution erweist, denn diejenigen, die zu einem jeweiligen Zeitpunkt die Herrschaft erlangt haben, geben dem Volk die Freiheit nur dem äußeren Scheine nach; tatsächlich aber versuchen sie, das Volk einzulullen oder den Parteienhader so weit zu treiben, dass es die Lust an der Freiheit verliert und sich nach einem Despoten zurücksehnt.

## Das Gemälde von Jacques-Louis David
Jacques-Louis David überreichte vier Monate nach dem Mord an Marat dem Konvent sein Gemälde und ließ es an der Stirnseite des Saales aufhängen. Dazu hielt er eine Rede, in der er seine Gefolgsleute zur Rache aufrief. Das Bild wurde auf Beschluss des Konvents als Stich vervielfältigt. Nach dem Sturz der Jakobiner erging die Regelung, dass Bildnisse der Revolutionshelden nur noch ausgestellt werden dürften, wenn mehr als 10 Jahre seit ihrem Ableben vergangen seien. In der nachnapoleonischen Restaurationszeit musste David das Gemälde mit Bleiweiß übertünchen, um es vor Verfolgungen zu schützen. Nach dem Tod des Künstlers lehnte die französische Regierung 1826 den Erwerb des Bildes ab, und auch 11 Jahre später scheiterte der Versuch der Erben, das Bild dem französischen Nationalmuseum anzubieten. 1893 vermachte der Neffe Jacques-Louis Davids, vermutlich aus Dankbarkeit über die freundliche Aufnahme seines Onkels in Brüssel, das Bild dem dortigen Königlichen Museum.

## Nachwirken

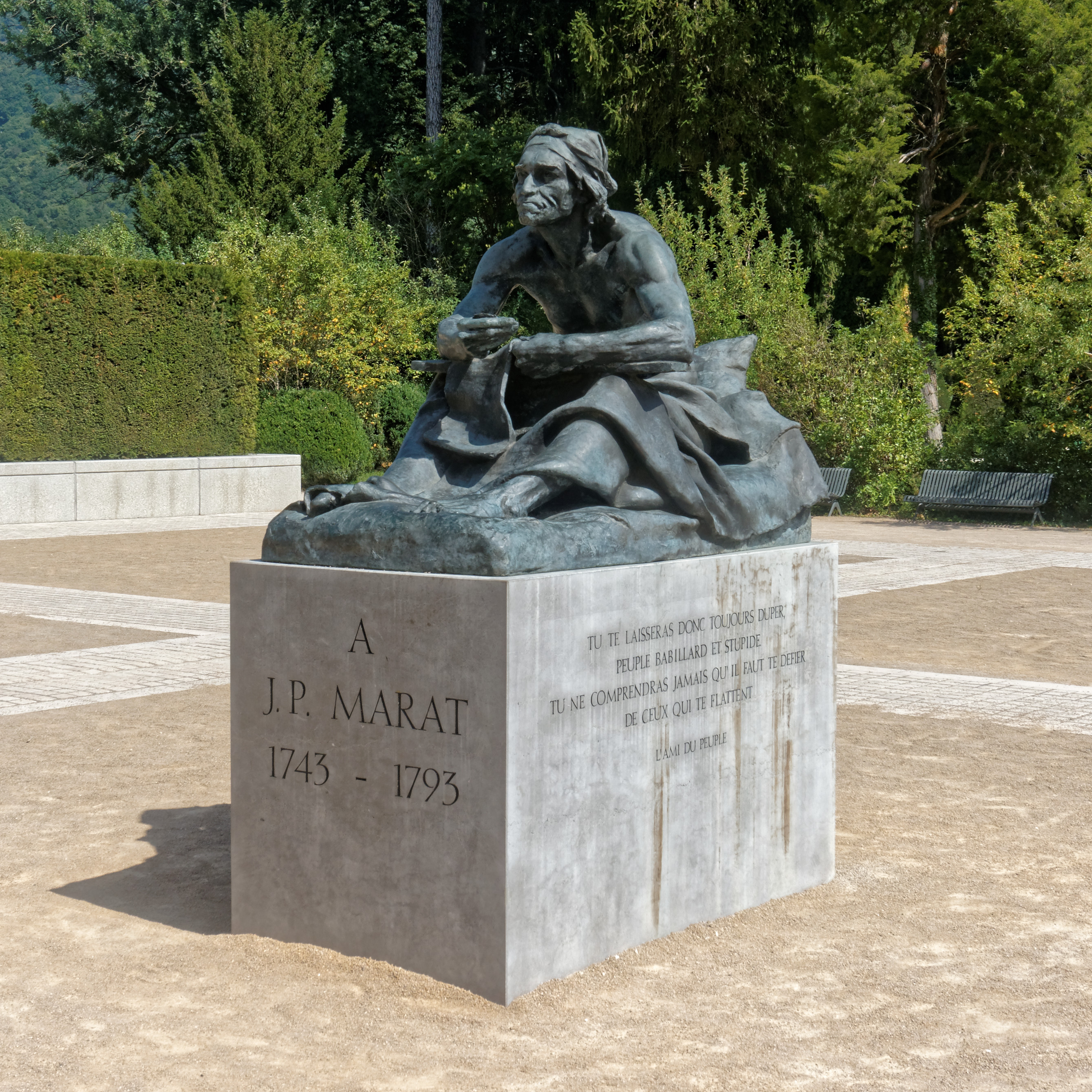
Statue von Jean-Paul Marat vor dem Museum der Französischen Revolution auf Schloss Vizille.

- Marat/Sade, 1964 uraufgeführtes Drama in 2 Akten von Peter Weiss
- Il piccolo Marat, Oper von Pietro Mascagni, 1921.
- Nach Jean Paul Marat war auch das sowjetische Schlachtschiff Marat benannt
- Marat, Oper von Walter Haupt, Text nach Peter Weiss von Gerd Uecker, Uraufführung: Staatstheater Kassel, 23. Juni 1984.
- Der Freund der Sansculotten: Roman um Jean Paul Marat, von Ferdinand May und Käte May (Verlag Neues Leben, 11. Auflage, Berlin 1989, ISBN 978-3-355-00882-2)

## Schriften
- Les aventures du jeune Comte Potowski – un roman de cœur, Vol. 1. 1771 fertiggestellt (Digitalisat).
- Les aventures du jeune Comte Potowski – un roman de cœur, Vol. 2. 1771 fertiggestellt (Digitalisat).
- Œuvres politiques 1798 – 1793. Texte et guide de lecture préparés par Jacques De Cock et Charlotte Goëtz. Pole Nord, Brüssel 1989.
- A Philosophical Essay on Man, being an attempt to investigate the principles and laws of reciprocal influences of the soul and body. 2 Bände, London 1773 ( Digitalisat Band 1; Digitalisat Band 2) französische Version: De l’homme ou les principes et les loix de l’influence de l’âme sur le corps et du corps sur l’âme. 3 Bände. Amsterdam 1775–1776.
- Günter Matthias Tripp (Hrsg.): Über den Menschen oder über die Prinzipien und Gesetze des Einflusses der Seele auf den Körper und des Körpers auf die Seele. Deutsche Übersetzung des „philosophical essay on man“ von Joachim Wilke. VCH, Acta Humaniora, Weinheim 1992, ISBN 978-3-527-17576-5.
- Les Chaînes de l’Esclavage (1793). The Chains of Slavery (1774). Édition française confrontée au texte original anglais. Présentée par Charlotte Goëtz et Jacques De Cock. Pole Nord, Brüssel 1995, ISBN 2-930040-11-4.
- Les chaînes de l’esclavage. Union Générale d’Ed., Paris 1988, ISBN 2-264-01268-4.
- Die Ketten der Sklaverei. Übersetzung aus dem Französischen von Reinhard Seufert. Verlag Andreas Achenbach, Gießen/Lollar 1975, ISBN 978-3-87958-701-8.
- The chains of slavery. London 1774 (Digitalisat).
- Two medical tracts. London 1775+1776 (Digitalisat).
- Plan einer Criminalgesetzgebung. Deutsche Übersetzung von Ruth Kolb. Deutscher Zentralverlag, Berlin 1955.
- Physische Untersuchungen über das Feuer. Deutsche Übersetzung von Christ. Ehrenfr. Weigel. Siegfried Lebrecht Crusius, Leipzig 1782 (Digitalisat).
- Entdeckungen über das Licht. Deutsche Übersetzung von Christ. Ehrenfr. Weigel. Siegfried Lebrecht Crusius, Leipzig 1783 (Digitalisat).
- Physische Untersuchungen über die Electrizität. Deutsche Übersetzung von Christ. Ehrenfr. Weigel. Siegfried Lebrecht Crusius, Leipzig 1784 (Digitalisat).
- Reden. Redner der Revolution, Band 7. Neuer Deutscher Verlag, Berlin 1925.
- Ausgewählte Schriften. Rütten & Loening, Berlin 1954. In die deutsche Sprache übersetzt von Hans Balzer. Hrsg. von Claude Mossé.
- Ich bin das Auge des Volkes. Ein Portrait in Reden und Schriften. Hrsg. von Aglaia Irmgard Hartig. Verlag Klaus Wagenbach, Berlin 1987, ISBN 3-8031-2148-5.